# Formación Lerín
La Formación Lerín es una formación geológica de la cuenca sedimentaria del Ebro de gran desarrollo en la zona sur de Navarra (España). Se extiende en una amplia banda que va desde Lazagurría hasta las Bardenas, avanza también hacia Caparroso, Lerín y Los Arcos. 
Se trata de formaciones yesíferas, y en algunas zonas arcillosas, del terciario continental, que en ciertos puntos pueden alcanzar los 900 metros, mientras en otros apenas superan los 400 m. Los depósitos se produjeron en el Oligoceno-Mioceno, mediante una sedimentación en un medio lacustre evaporítico interrumpida, a veces, por un mayor aporte de terrígenos a la cuenca.
En el relieve se producen una serie de barras y depresiones muy claras. 
- Datos: Q5863938